# Hobšovice
Hobšovice (Duits: Hobschowitz) is een Tsjechische gemeente in de regio Midden-Bohemen en maakt deel uit van het district Kladno. Het dorp ligt op 8 km afstand van Slaný en op 16 km afstand van de stad Kladno.
Hobšovice telt 359 inwoners (2023).

## Geografie
De gemeente Hobšovice bestaat uit de volgende plaatsen:
- Hobšovice;
- Skůry;
  - Křovice.

## Geschiedenis
De eerste schriftelijke vermelding van het dorp dateert van 1185.
Sinds 1960 is Hobšovice een zelfstandige gemeente binnen het district Kladno.

## Bezienswaardigheden

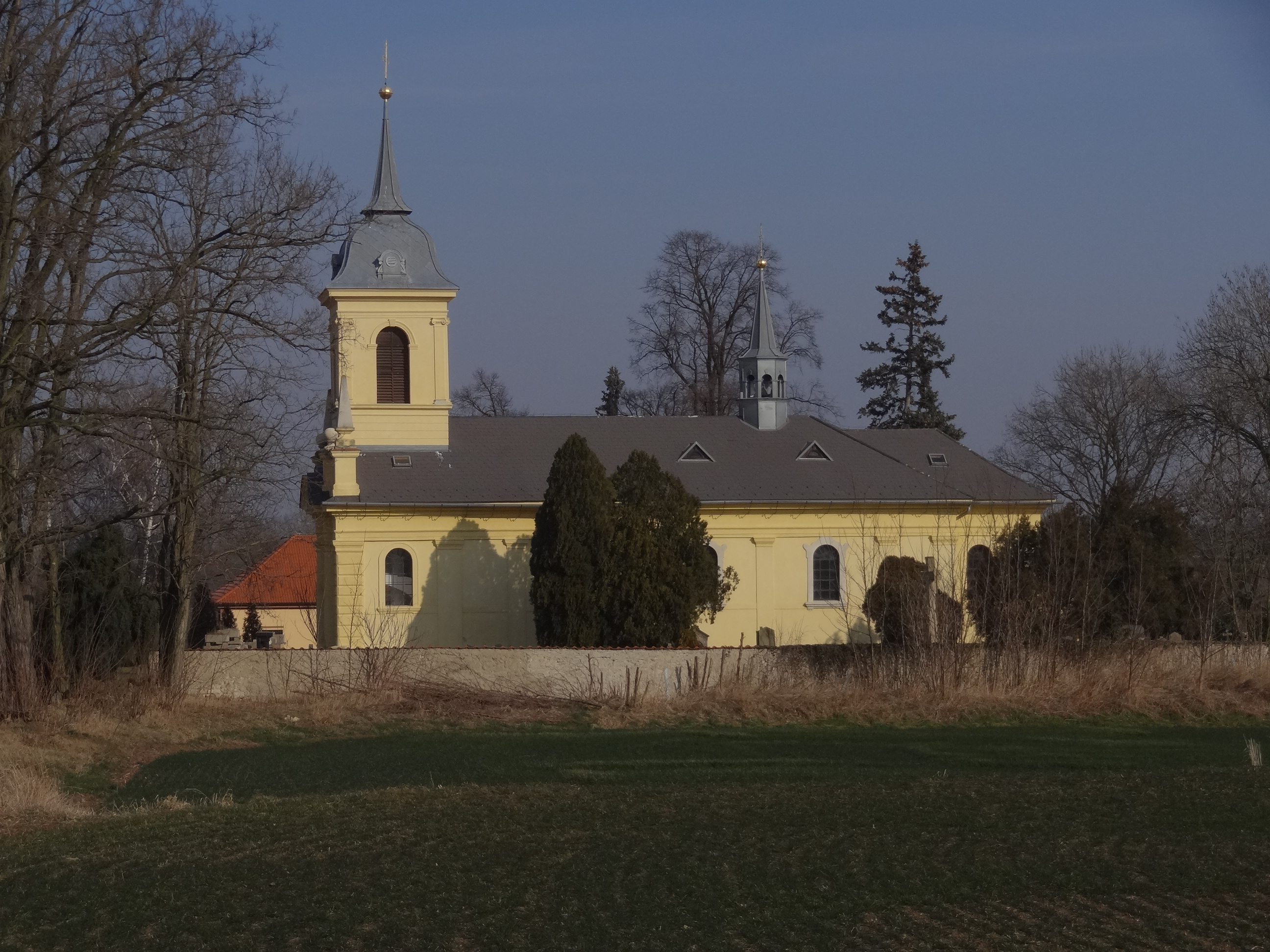
Sint-Wenceslauskerk (zijaanzicht)

- Sint-Wenceslauskerk met begraafplaats en mortuarium (monumentnummer: 22551/2-499);
- Laatbarokke sokkel met een standbeeld van Christus ten zuiden van het dorp aan de weg naar Luníkov (monumentnummer: 23125/2-4098);[3]
- De pastorie, waar de bekende dichter Karel Hynek Mácha in 1836 de nacht doorbracht op weg naar Litoměřice;
- Monument voor de gevallenen in de Eerste Wereldoorlog ten noorden van de kerk;
- Brandweerkazerne op het dorpsplein;[4]
- Museum van historische voertuigen, opgericht door V. Bečvář;
- Boerderij met fruitdrogerij;
- Hobšovicevijver ten westen van het dorp;
- Natuurreservaat Mokřiny u Beřovic (vroeger: Hobšovický rybník), een belangrijk vogelbroedgebied ten westen van het dorp.

## Verkeer en vervoer

### Autowegen
Er leiden regionale wegen naar het dorp, waaronder weg I/16 Slaný - Mělník.

### Spoorlijnen
Er is geen spoorlijn of station in het dorp. Het dichtstbijzijnde station is Tmáň, op 3,5 km afstand van het dorp. Dat statin ligt aan spoorlijn 095 Vraňany - Straškov - Libochovice - Zlonice. Op 6 km afstand ligt tevens station Velvary aan spoorlijn 111 Kralupy nad Vltavou - Velvary.

### Buslijnen
In het dorp halteren buslijnen naar Slaný, Šlapanice en Vraný (5 keer per dag) en Slaný - Velvary (15 keer per dag) in het dorp. De buslijnen worden geëxploiteerd door vervoerder ČSAD Slaný.

## Galerij

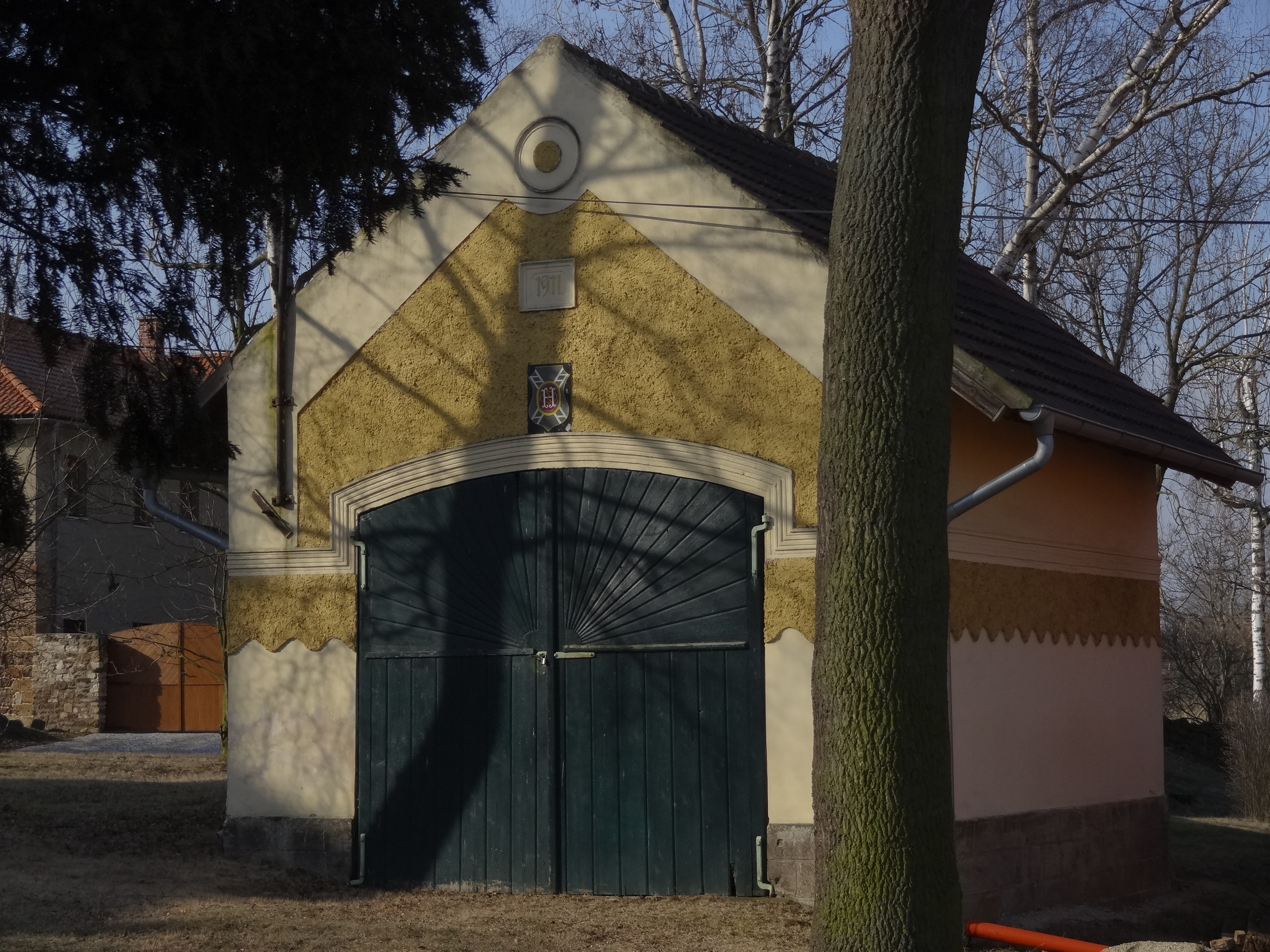
Brandweerkazerne op het dorpsplein
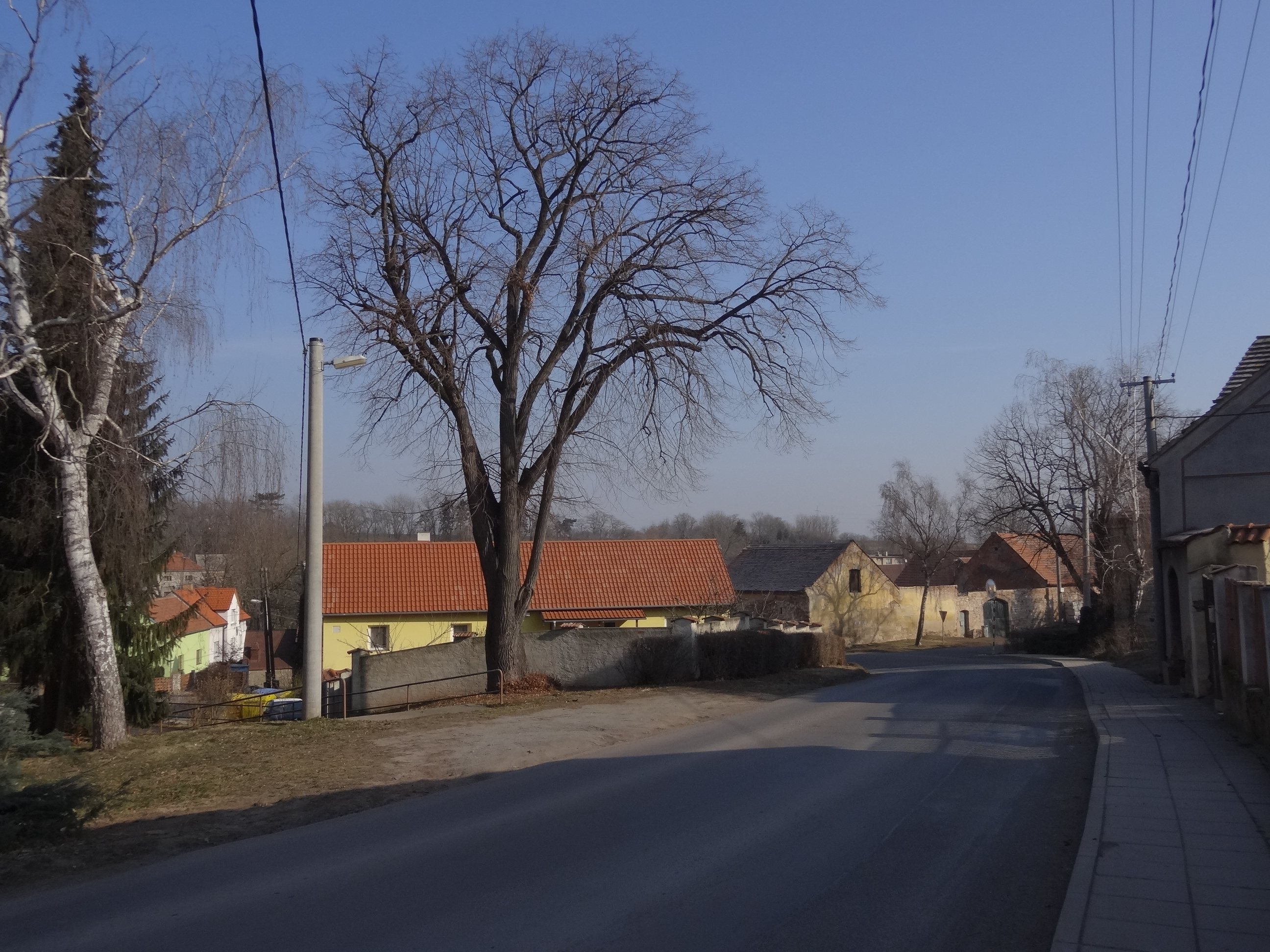
Straat in Hobšovice (met abri uiterst rechts in beeld)
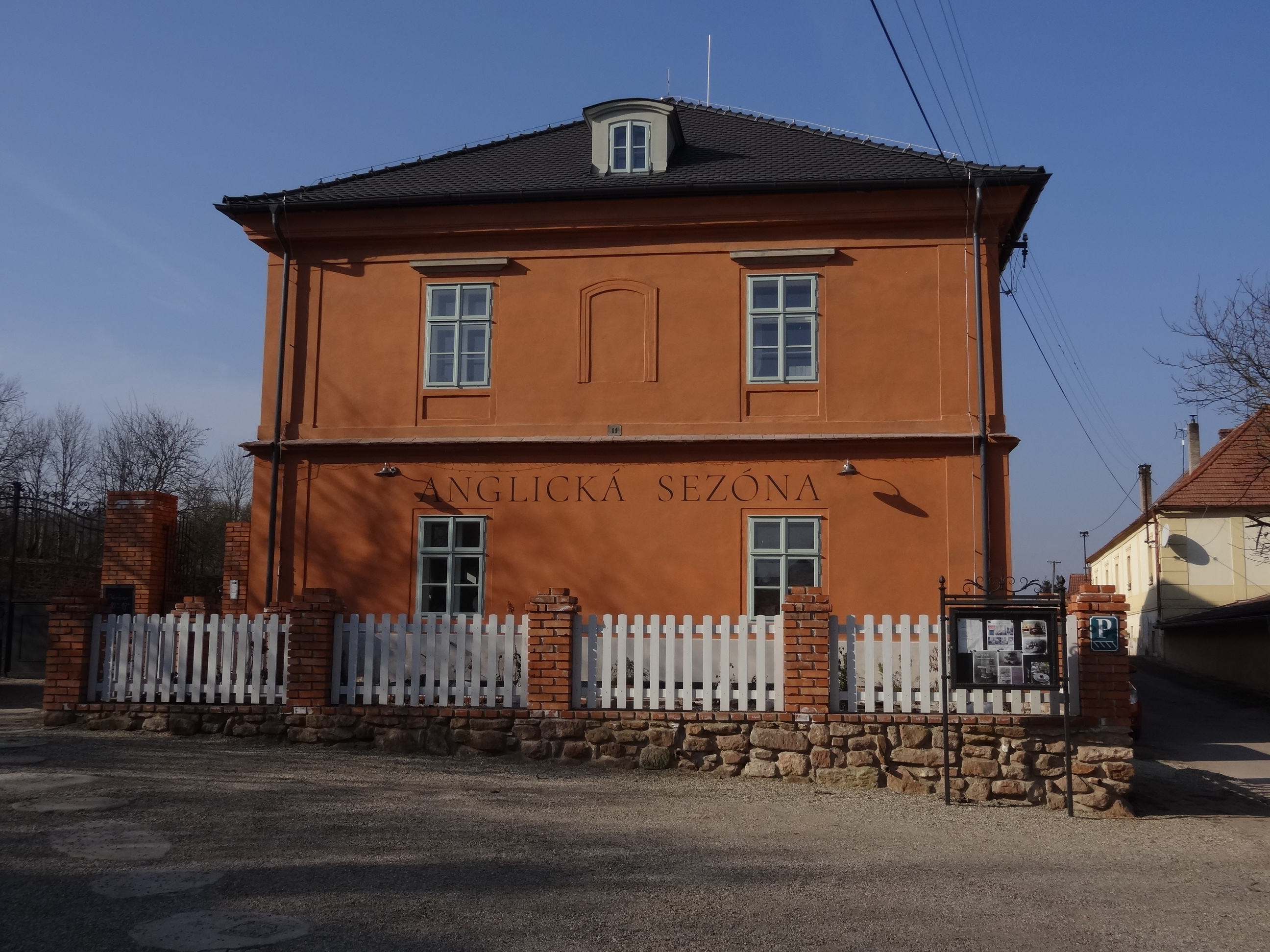
Huis in Hobšovice
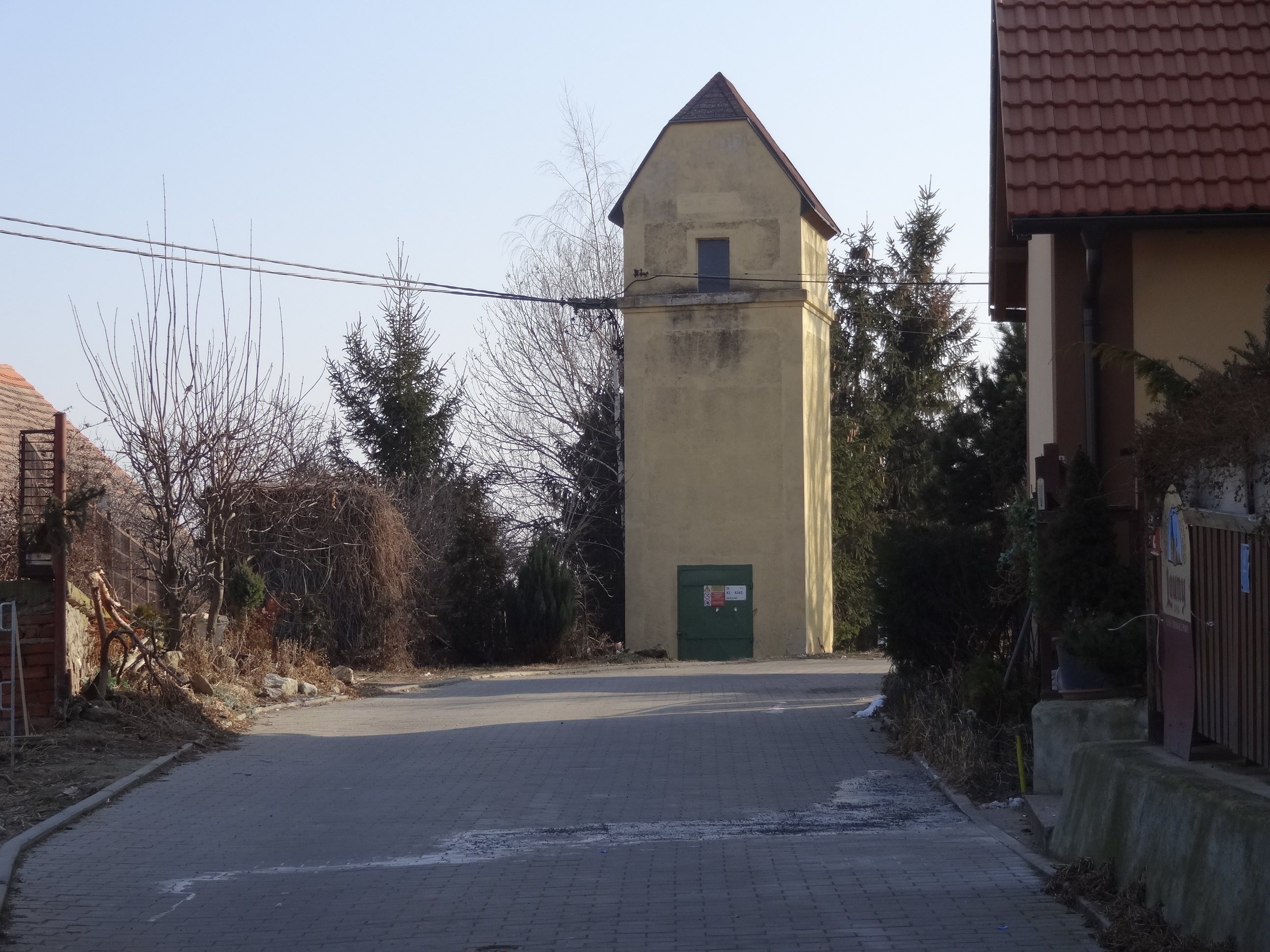
Transformatortoren
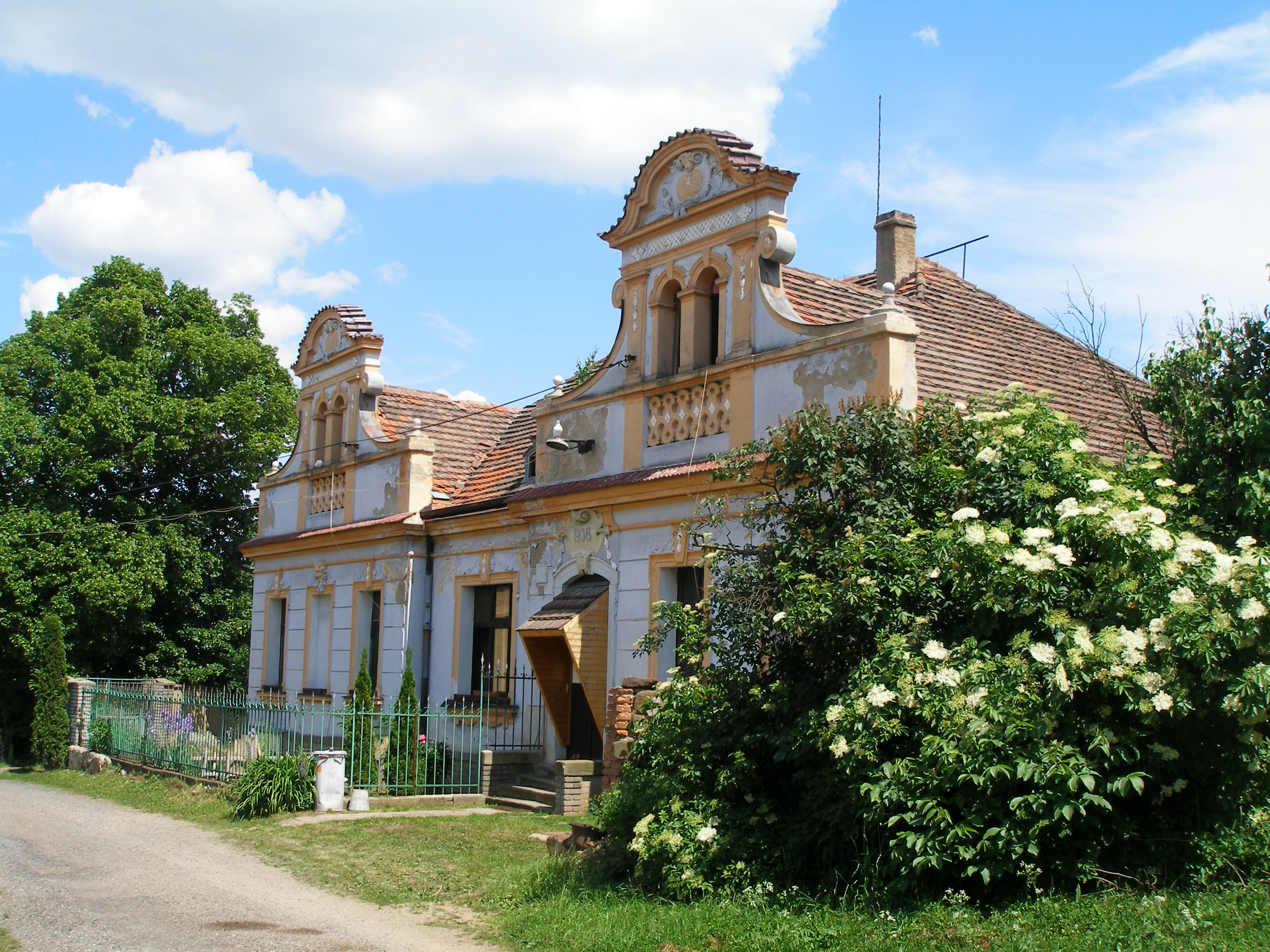
Oud huis in Hobšovice
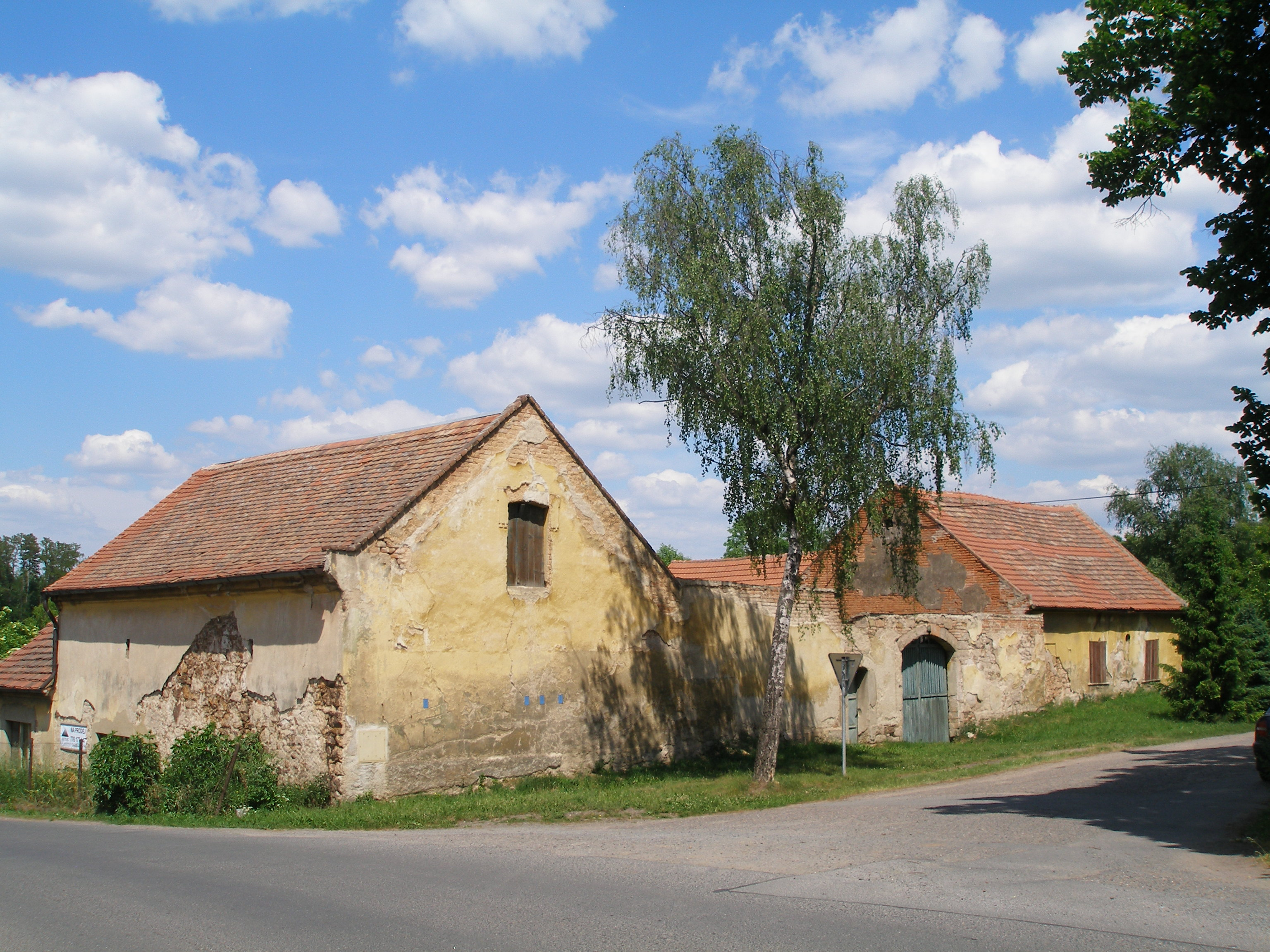
Boerderij in Hobšovice
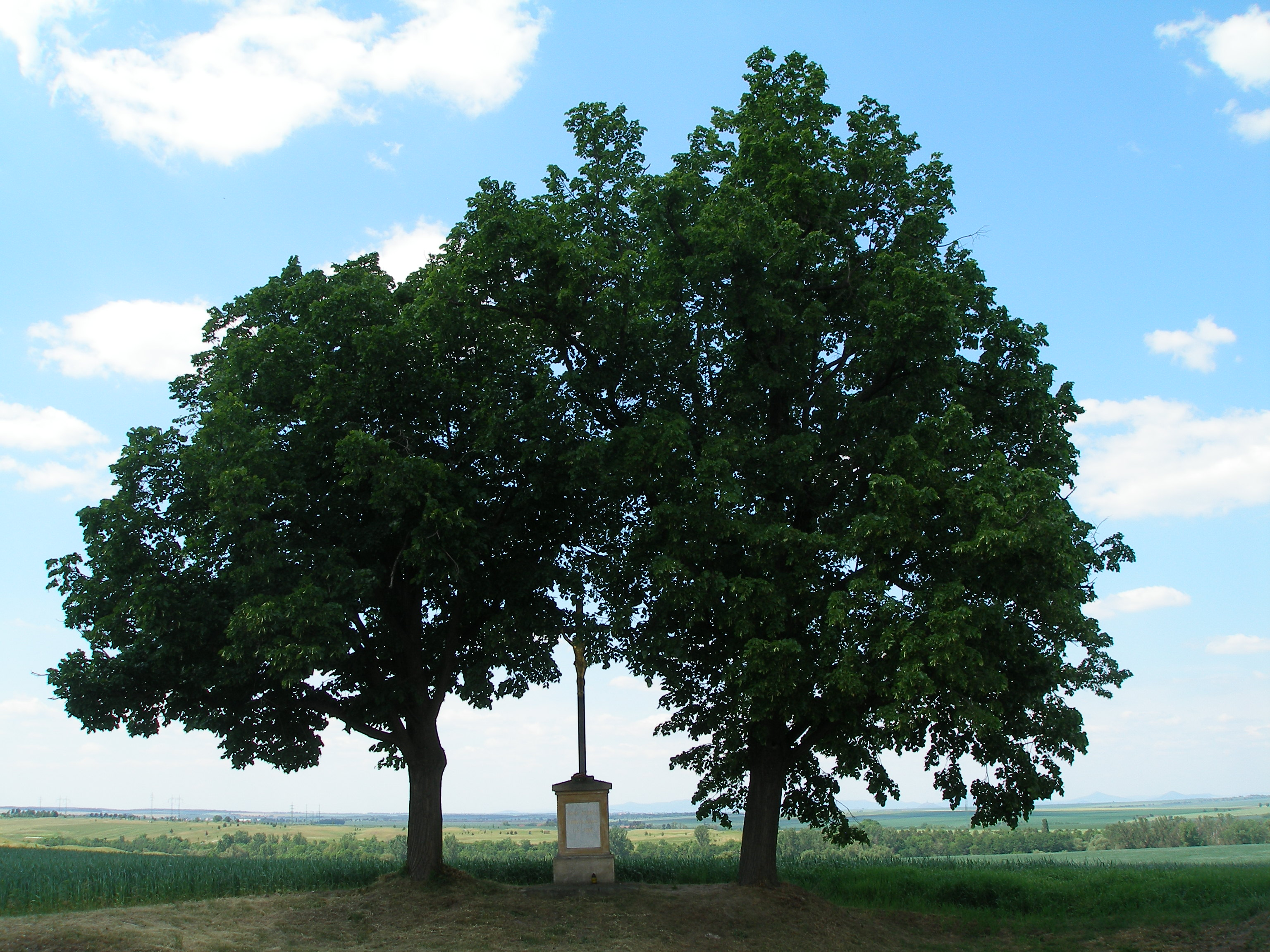
Kruis tussen de bomen
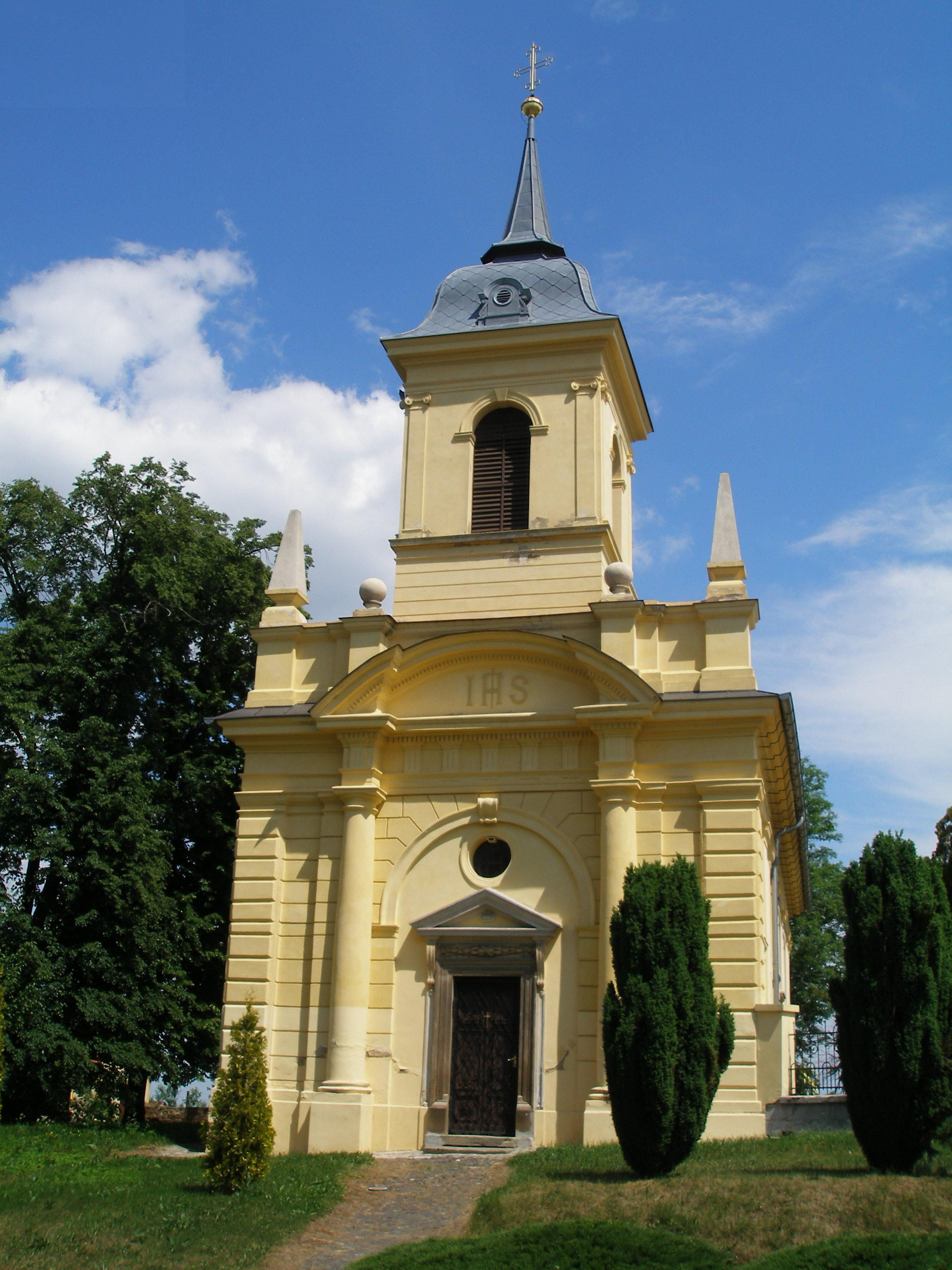
Sint-Wenceslauskerk (vooraanzicht)
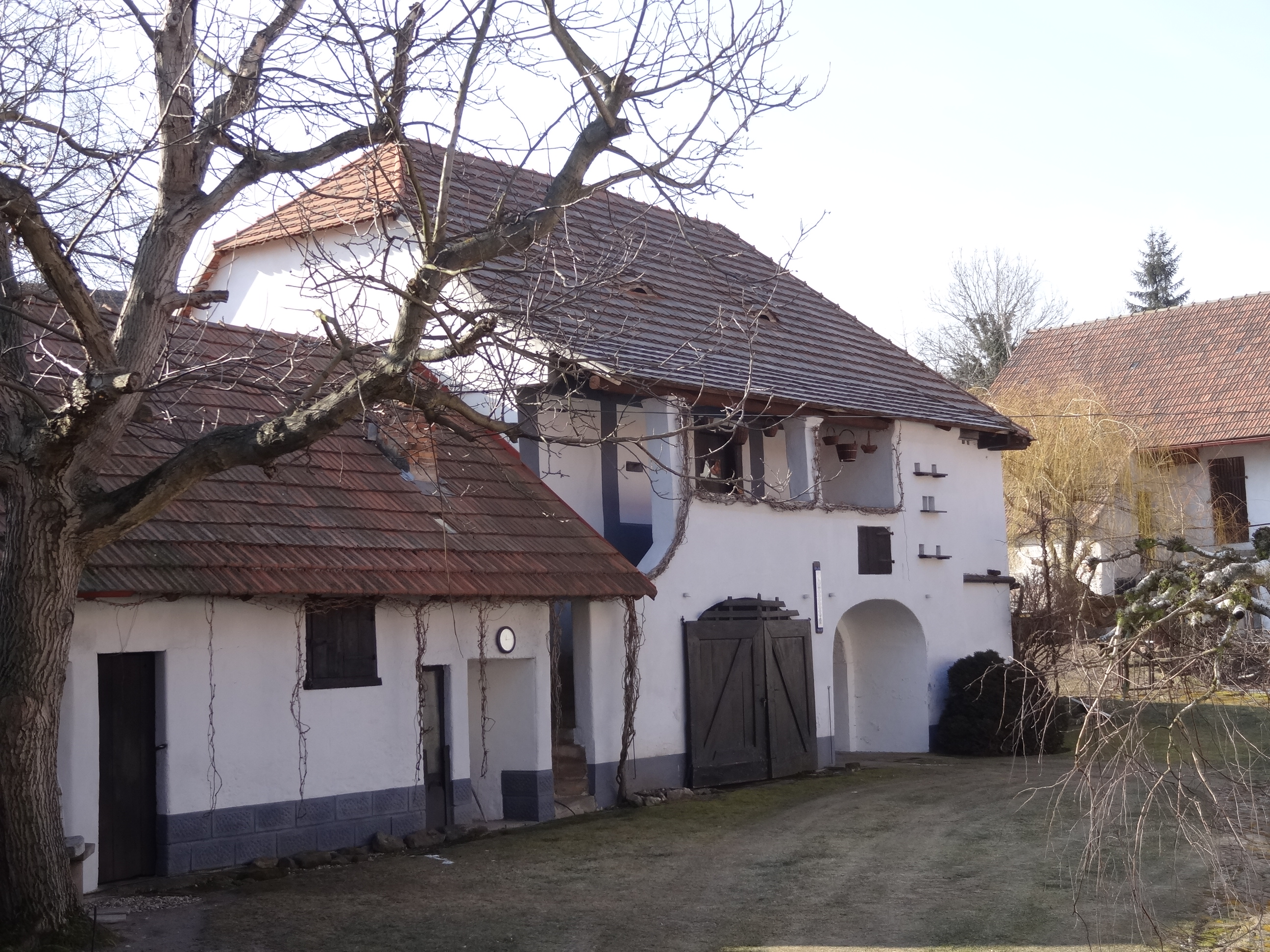
Boerderij met fruitdrogerij